# Holga
Holga là máy ảnh khổ trung bình 120, được sản xuất tại Hồng Kông, nổi tiếng về tính thẩm mỹ với độ trung thực thấp.
Cấu trúc giá rẻ và thấu kính hình bán nguyệt đơn giản của Holga thường tạo ra những bức ảnh hiển thị hiệu ứng mờ viền, nhòe, rò rỉ ánh sáng và các hiệu ứng biến dạng khác. Những hạn chế của máy ảnh đã mang lại cho nó một lượng nhiếp ảnh gia ưa chuộng sử dụng, những bức ảnh của Holga đã giành được các giải thưởng và cuộc thi về nhiếp ảnh nghệ thuật và nhiếp ảnh tin tức. Đến tháng 7 năm 2017, máy ảnh này đã được đưa vào sản xuất lại sau hai năm không có mặt trên thị trường.